# Parthenocissus henryana
Parthenocissus henryana là một loài thực vật hai lá mầm trong họ Nho. Loài này được (Hemsl.) Graebn. ex Diels & Gilg miêu tả khoa học đầu tiên năm 1900.